# Muzeum Narodowe Liechtensteinu
Muzeum Narodowe Liechtensteinu (niem. Liechtensteinisches Landesmuseum), Muzeum Państwowe (niem. Landesmuseum) – muzeum narodowe założone w 1954 roku, którego siedziba znajduje się przy Städtle – głównej ulicy miasta Vaduz, stolicy Księstwa Liechtensteinu.
Instytucją zarządza utworzona w 1972 roku fundacja Stiftung Liechtensteinisches Landesmuseum. Do muzeum przynależą trzy oddziały: skarbiec Liechtensteinische Schatzkammer, muzeum pocztowe Liechtensteinisches Postmuseum, a także Bäuerliches Wohnmuseum mieszczące się w XVI-wiecznym drewnianym Biedermann-Haus w miejscowości Schellenberg.

## Historia

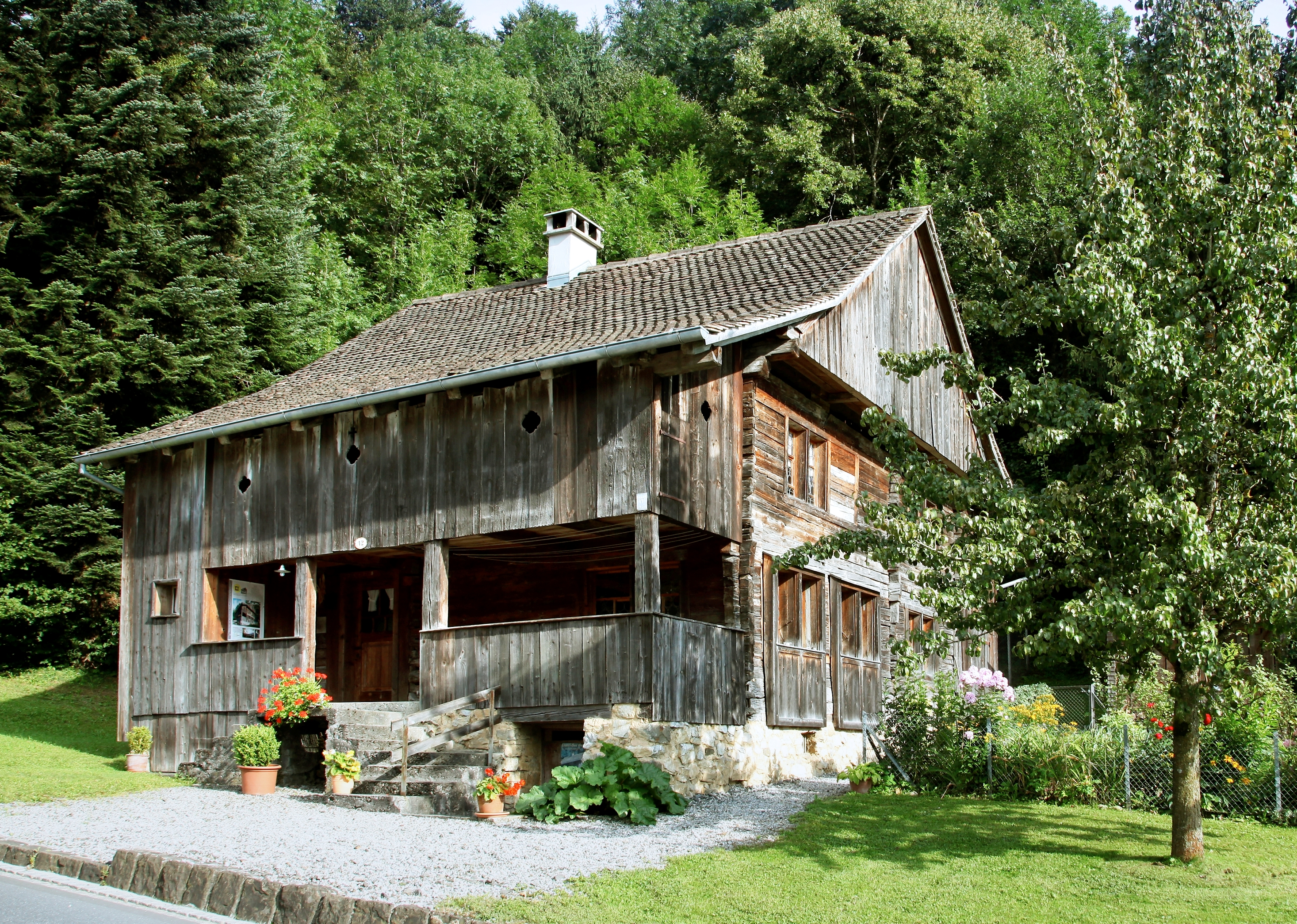
XVI-wieczny Biedermann-Haus w Schellenbergu (2009)

Początki muzeum sięgają końca XIX wieku i związane są z próbami zapobieżenia sprzedaży dóbr kultury Liechtensteinu za granicę. W 1893 roku administrator kraju (niem. Landesverweser), Friedrich Stellwag von Carion, przedstawił księciu Janowi II plany powołania instytucji . Władca zgodził się na jej utworzenie, na cele wystawowe przeznaczył część pomieszczeń na zamku w Vaduz, a także przekazał pierwsze eksponaty . W 1901 roku powstało Towarzystwo Historyczne Księstwa Liechtensteinu (niem. Historischer Verein für das Fürstentum Liechtenstein, HVFL), pod opiekę którego zbiory trafiły w 1910 lub 1911 roku. Stowarzyszenie było również odpowiedzialne za ich dalsze gromadzenie.
W 1905 roku ze względu na remont zamku zbiory HVFL zostały przeniesione do kilku różnych budynków w Vaduz, w tym do nowo wybudowanego budynku rządowego (niem. Regierungsgebäude), gdzie były eksponowane do 1926 roku . W latach 1929–1940 ponownie udostępniono przestrzeń wystawową na waduskim zamku, natomiast w 1940 roku zbiory przeniesione zostały do ratusza . W 1954 roku kolekcje Towarzystwa Historycznego Księstwa Liechtensteinu zostały przeniesione do nowego gmachu Narodowego Banku Liechtensteinu (niem. Liechtensteinische Landesbank, LLB), a ekspozycję po raz pierwszy oficjalnie zaprezentowano pod nazwą „Muzeum Państwowe” (niem. Landesmuseum) .

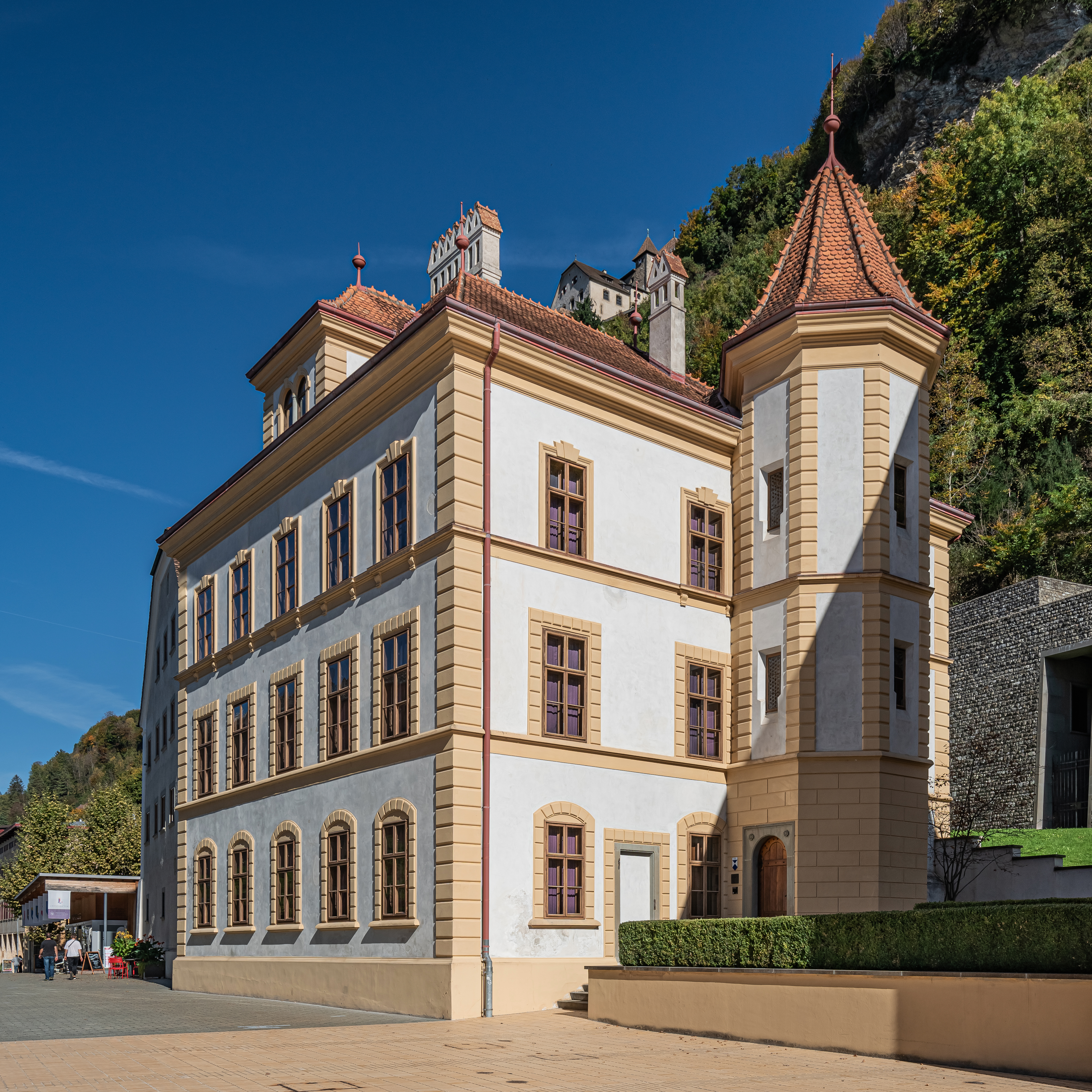
Verweserhaus (2022)

W 1967 roku bank rozwiązał umowę z HVFL, a zbiory po raz kolejny zostały zdeponowane w kilku budynkach na terenie Vaduz . W tym samym roku państwo nabyło jednak budynek z 1438 roku mieszczący starą tawernę Zum Adler. Obiekt został w latach 1968–1970 wyremontowany, a 15 kwietnia 1972 roku oficjalnie otwarto w nim muzeum narodowe (państwowe) . Jednocześnie powołano fundację Stiftung Liechtensteinisches Landesmuseum (LLM) zarządzającą instytucją. Zbiory muzeum pozostają własnością HVFL, przekazaną fundacji LLM w formie trwałego użyczenia w 1989 roku .
W 1985 roku zbiory muzeum narodowego poważnie ucierpiały w wyniku zalania pomieszczeń magazynowych. W 1992 roku konstrukcja budynku została naruszona przez prace budowlane prowadzone na sąsiedniej posesji, w wyniku czego muzeum zostało zamknięte ze względów bezpieczeństwa, eksponaty zaś przeniesiono do wybudowanego rok wcześniej magazynu przy Messinastrasse w Triesen .
W 1994 roku filią muzeum narodowego stało się Bäuerliches Wohnmuseum (pol. „Muzeum Życia Wiejskiego”) mieszczące się w drewnianym, wybudowanym w 1518 roku Biedermann-Haus w miejscowości Schellenberg. W latach 1998–2003 siedziba muzeum przy Städtle 43 w Vaduz została wyremontowana i rozbudowana według projektu biura architektonicznego BBK Architekten AG. Oddany do użytku 28 lub 29  listopada 2003 roku trzyczęściowy kompleks budynków obejmuje dawną karczmę oraz dom administratora (niem. Verweserhaus), a także nowoczesną dobudówkę wbudowaną w strome zbocze wzniesienia zamkowego, która dzięki okładzinie z kamienia łamanego pełni również funkcję muru oporowego zabezpieczającego skarpę .
W 2006 roku w struktury Muzeum Narodowego Liechtensteinu włączono istniejące od 1930 roku muzeum pocztowe Liechtensteinisches Postmuseum, natomiast w 2015 roku otwarto skarbiec książęcy Liechtensteinische Schatzkammer. Oba oddziały muzeum zostały nominowane przez Europejskie Forum Muzeów do prestiżowej nagrody „Europejskie Muzeum Roku” (EMYA) – Liechtensteinische Schatzkammer w 2016, a Liechtensteinisches Postmuseum w 2019 roku.

## Zbiory
Muzeum Narodowe Liechtensteinu jest najważniejszą instytucją zajmującą się ochroną dziedzictwa kulturowego księstwa i jest oficjalnie uprawnione do gromadzenia zbiorów. Bogate zbiory instytucji obejmują kolekcje związane z historią, sztuką, filatelistyką, kulturą, zwyczajami, przemysłem, przyrodą i środowiskiem, a także z panującą rodziną książęcą. Eksponaty pochodzą zarówno z kraju, jak i z zagranicy. Część z nich została zakupiona, a część pochodzi z darowizn.

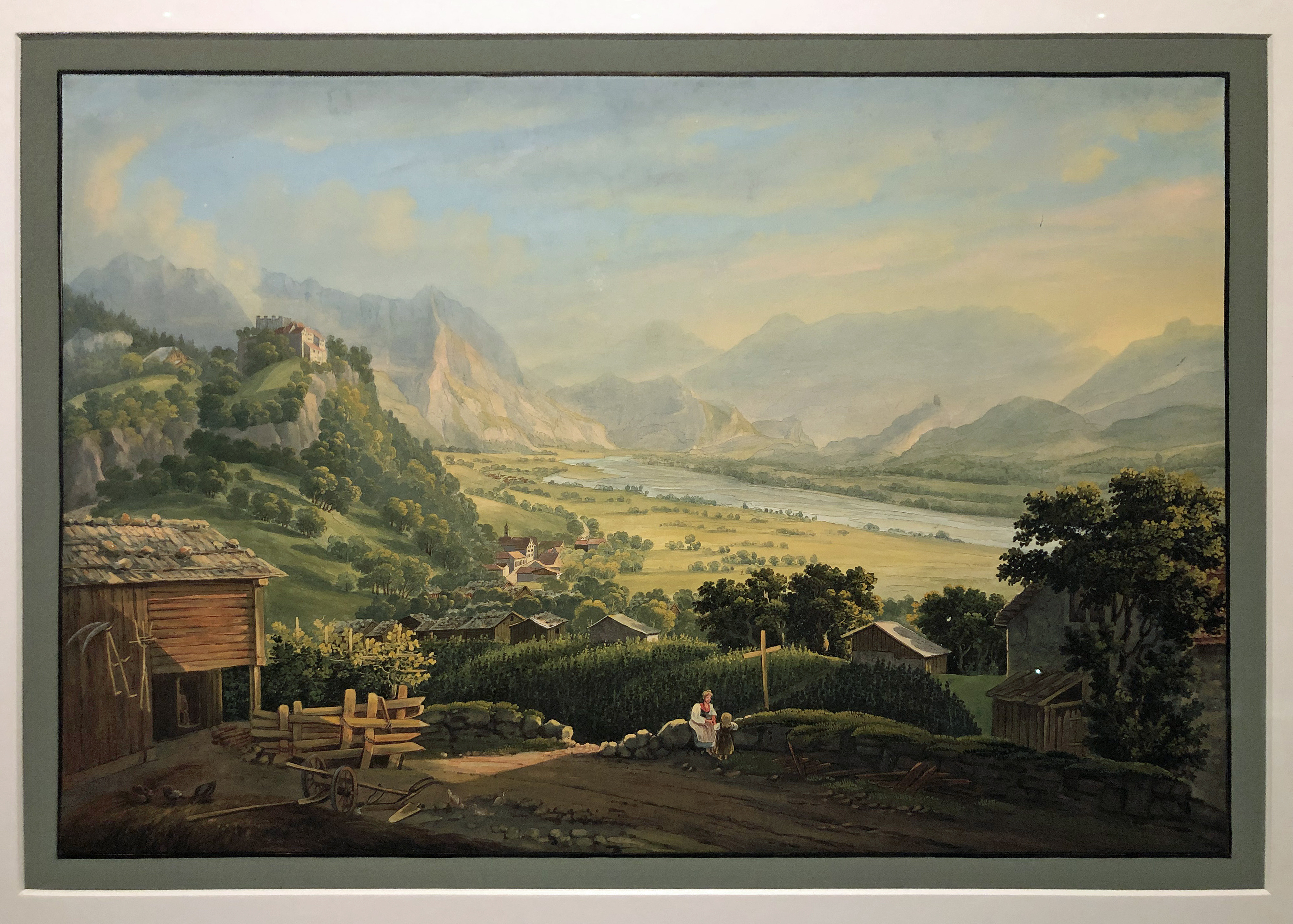
Johann Ludwig Bleuler(inne języki), Vue du château et du village de Vaduz, gwasz na akwaforcie, po 1829
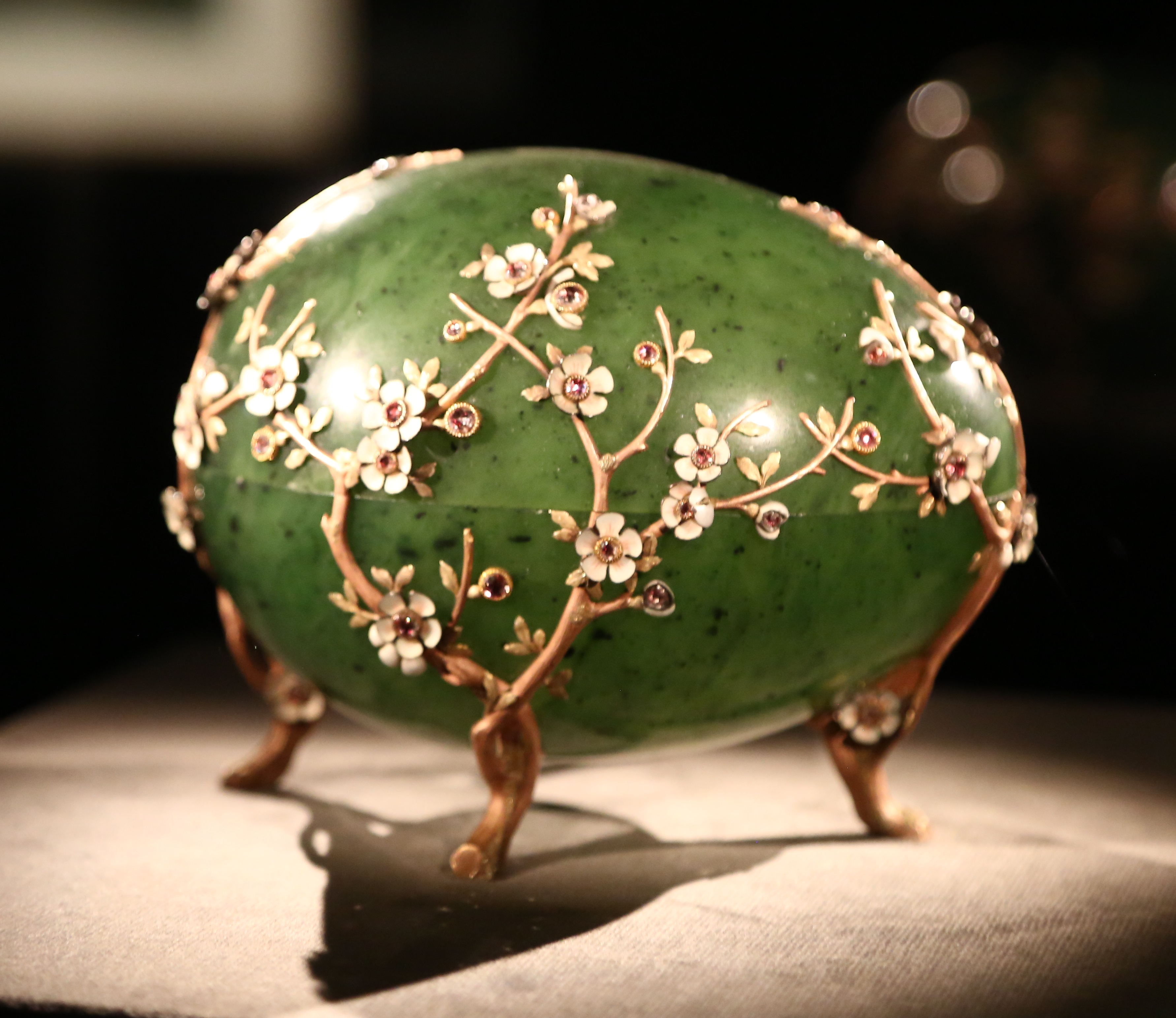
Jajko z kwitnącymi gałązkami jabłoni(inne języki), jajo Fabergé, 1901
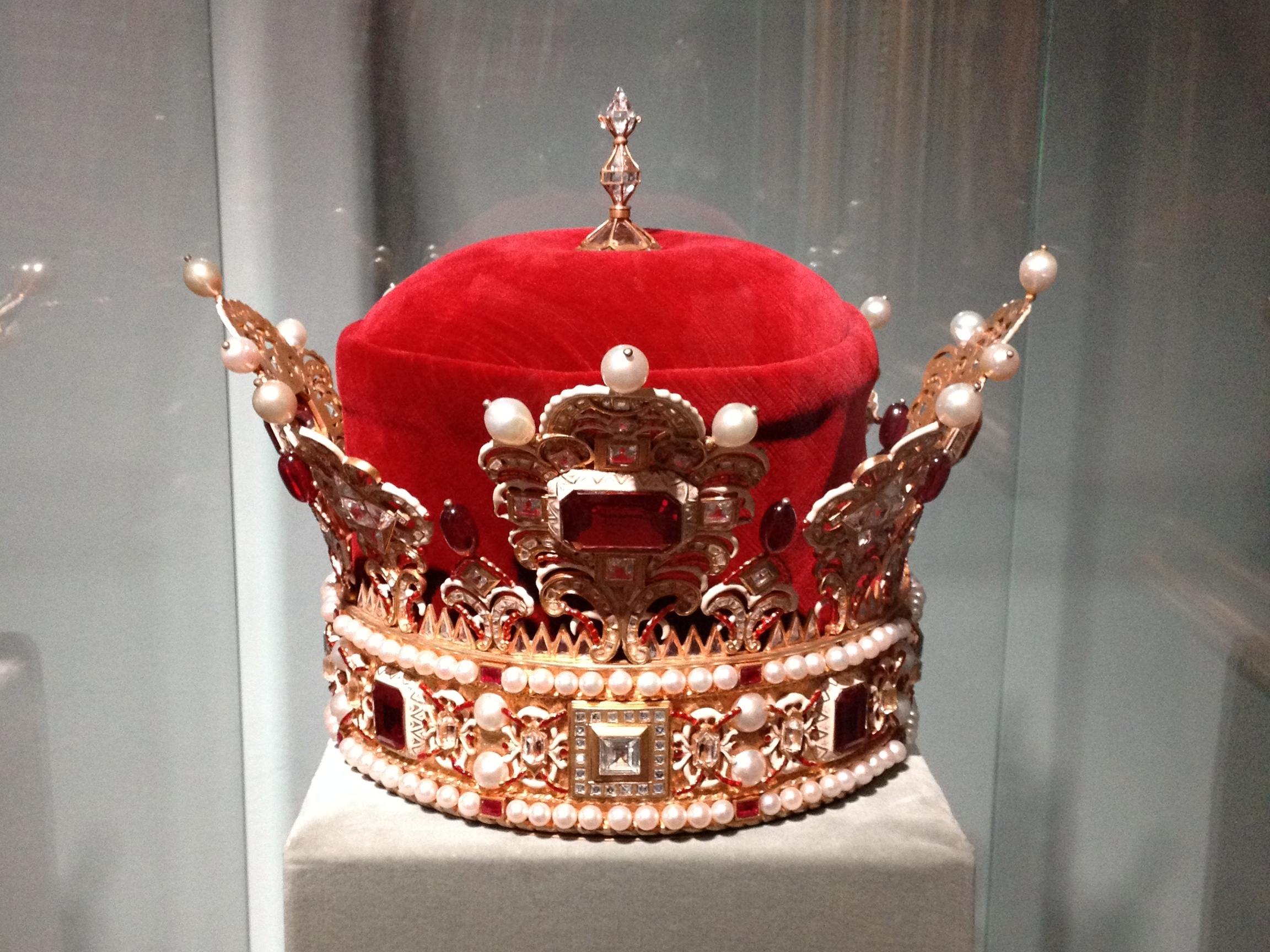
Korona książęca Liechtensteinu(inne języki), 1626
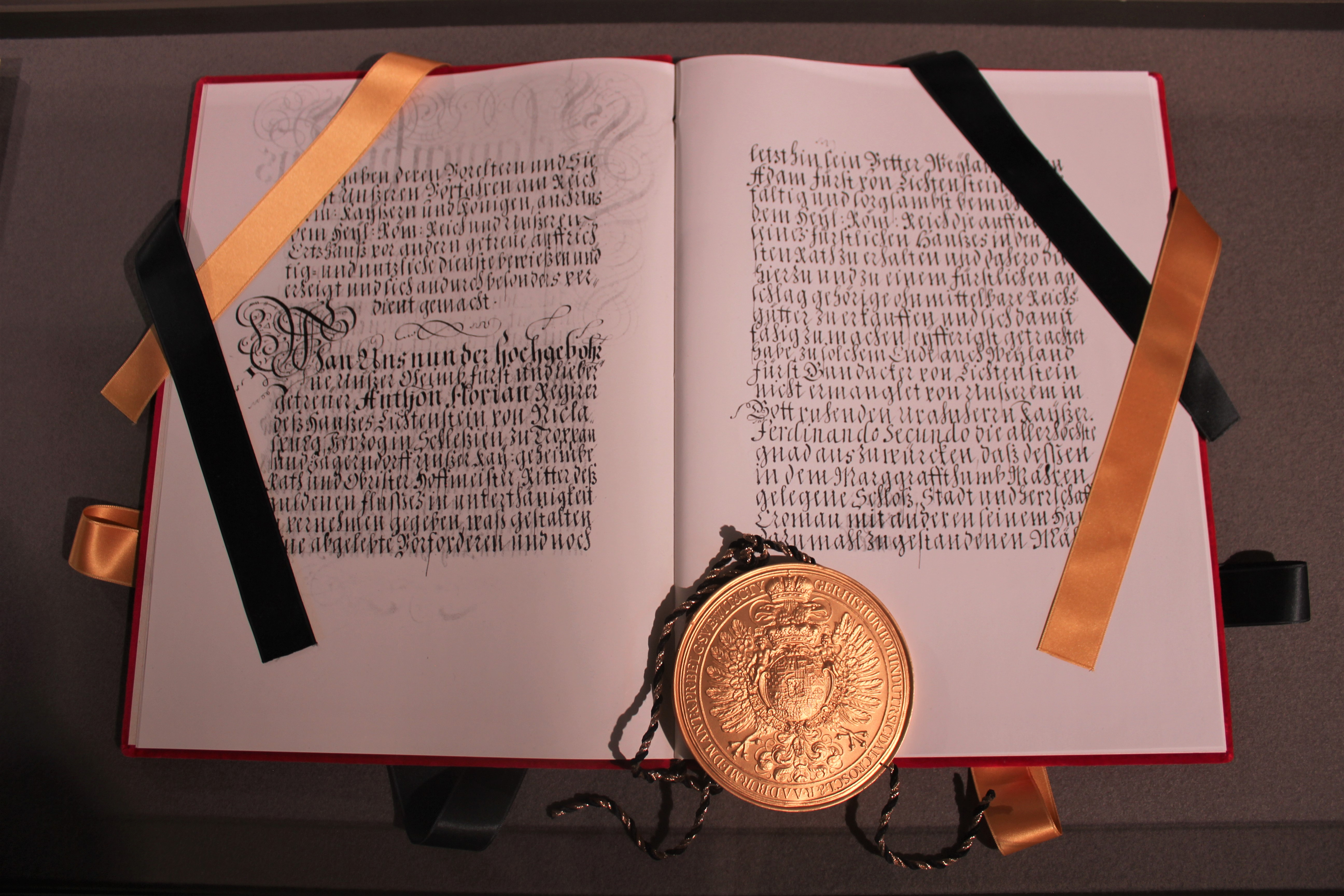
Faksymile dokumentu założycielskiego Księstwa Liechtensteinu (1719)
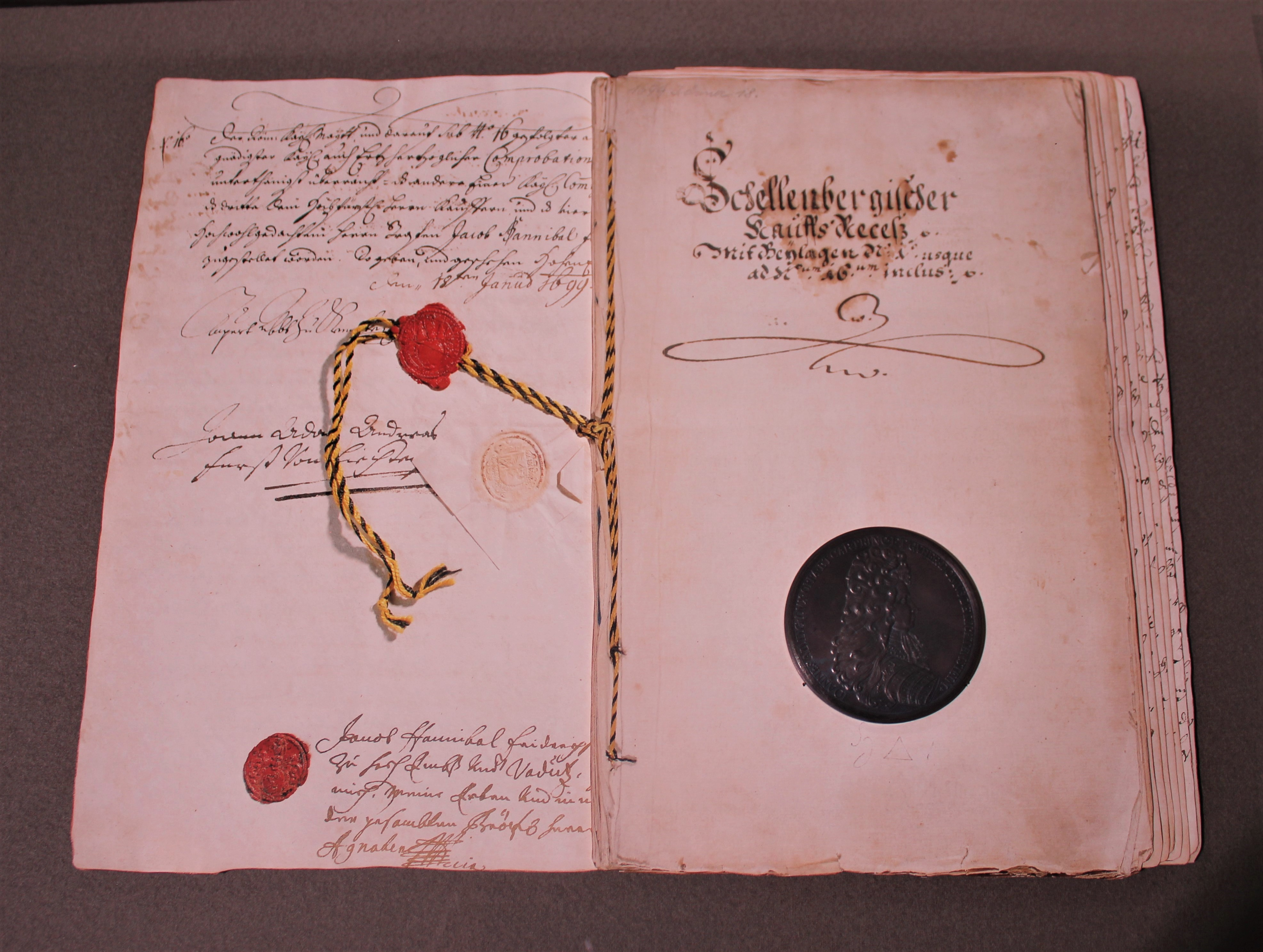
Umowa sprzedaży Hrabstwa Schellenbergu (1699)
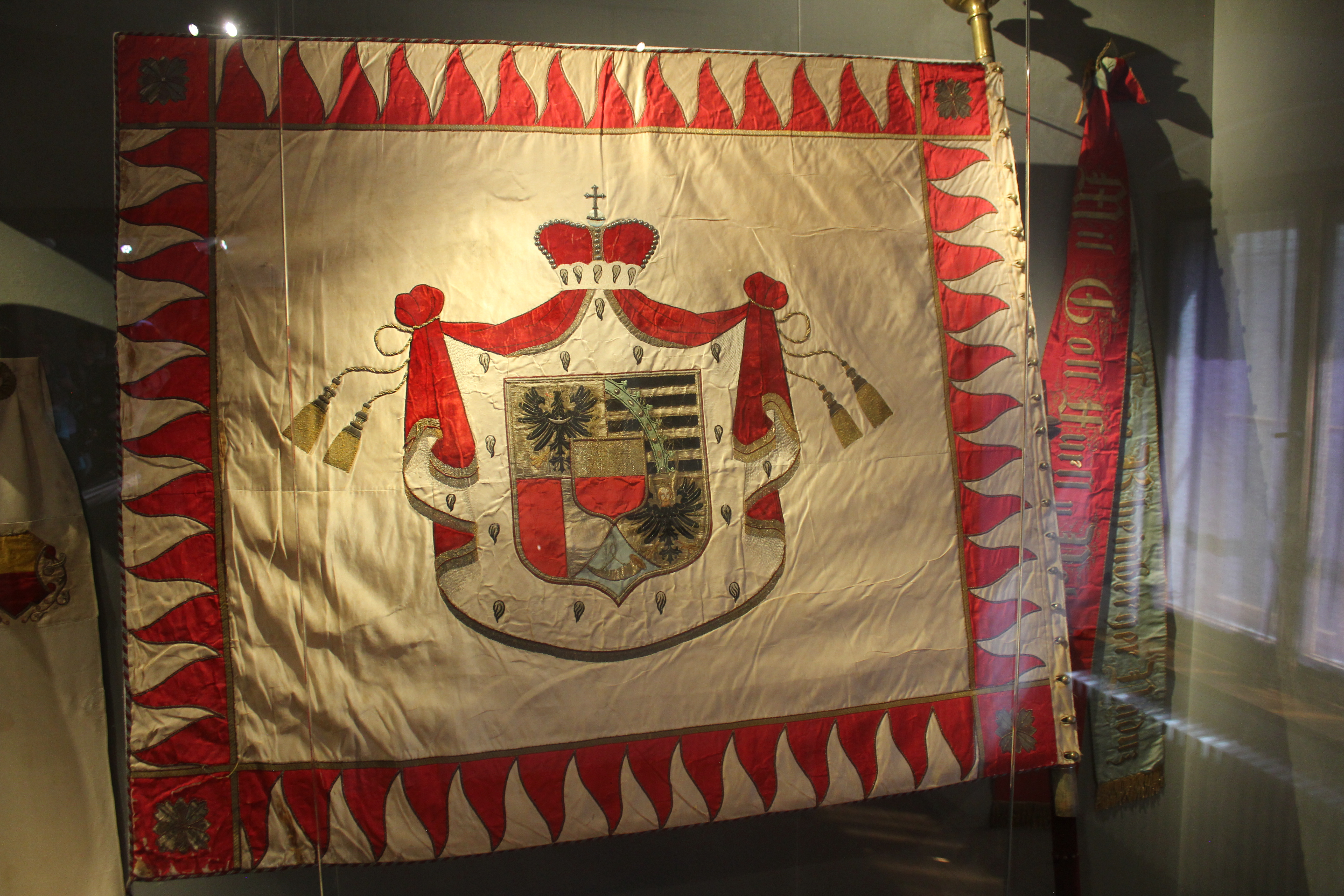
Sztandar weteranów (1895)
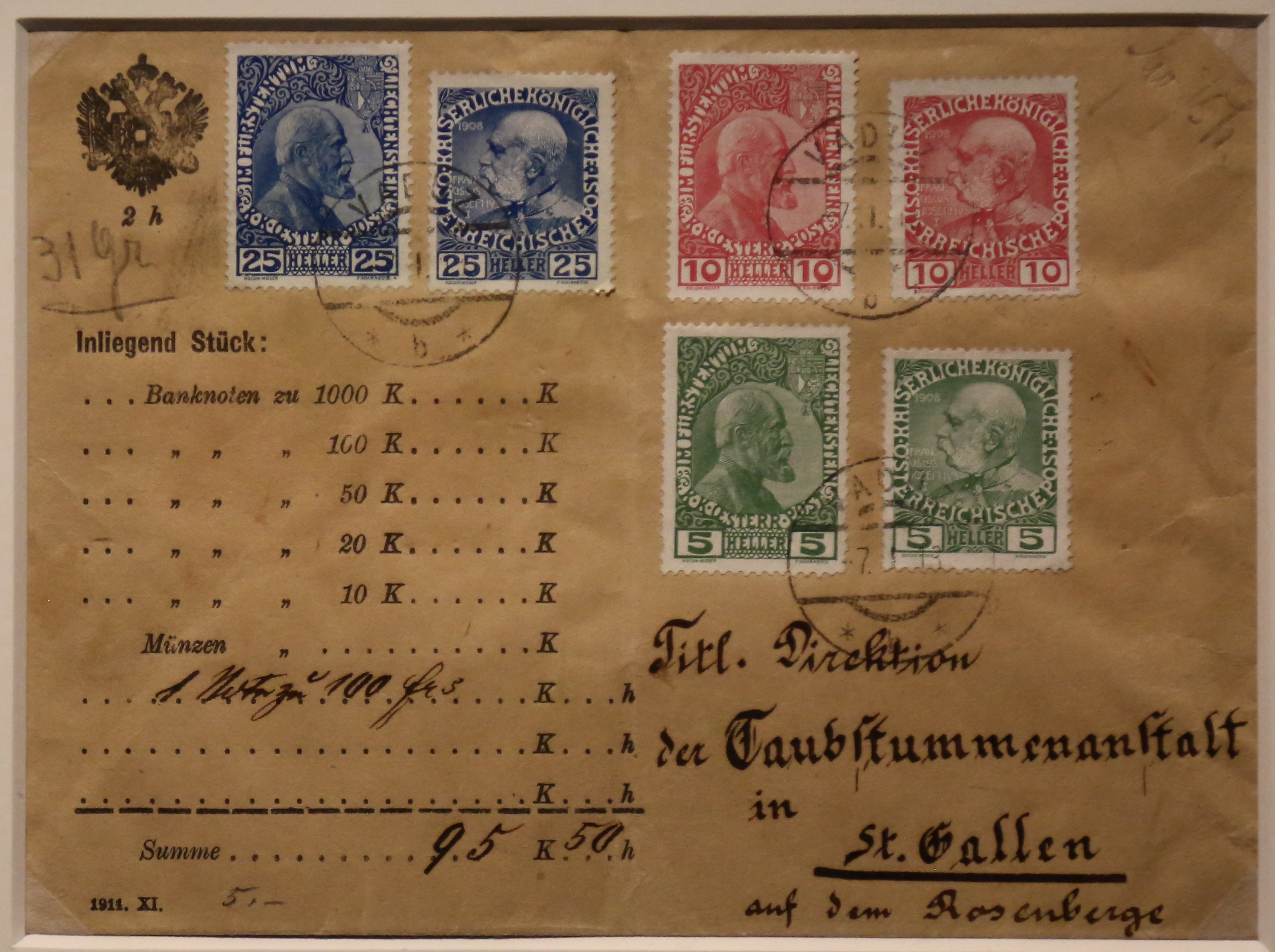
Kartka z liechtensteińskimi znaczkami (1913)

## Ekspozycje
Wystawa stała w muzeum narodowym podzielona jest na sześć działów tematycznych poświęconych historii, kulturze i przyrodzie Księstwa Liechtensteinu i pokazujących różnorodność kraju :
- siedeln – wystawa eksponatów z wykopalisk archeologicznych obejmująca przedmioty codziennego użytku, naczynia, biżuterię, ubrania i tkaniny,
- schützen – ekspozycja poświęcona historii Liechtensteinu w średniowieczu. Najcenniejszym zabytkiem jest XVII-wieczna zasłona wielkopostna(inne języki) z Bendern, wykonana z tkaniny lnianej o wymiarach 6,3 × 4,7 m, przedstawiająca 24 sceny ze Starego i Nowego Testamentu,
- herrschen – wystawa opisująca dzieje polityczne księstwa, stosunki między władzą ludu a władzą książęcą oraz zmiany w rządzeniu państwem od XVII i XVIII wieku aż do czasów współczesnych,
- schaffen – ekspozycja nawiązująca do etosu pracy, silnie utrwalonego w kulturze alemańskiej, do kręgu której należy Liechtenstein. Pokazuje rozwój księstwa jako lokalizacji przemysłowej i biznesowej. Częścią wystawy jest otwarty w 2019 roku IndustrieWelt Liechtenstein prezentujący działające na terenie kraju przedsiębiorstwa, ich historie i tradycje oraz wytwarzane przez nie produkty,
- feiern – dział przedstawiający dawne liechtensteińskie tradycje i zwyczaje, związane głównie z pasterstwem, takie jak np. odbywający się jesienią Alpabfahrt – sprowadzenie bydła z hal,
- nutzen – wystawa poświęcona przyrodzie Liechtensteinu.